# Mélanie Calvatová
Françoise Mélanie Calvatová, lidově zvaná Mathieu (7. listopadu 1831, Corps, Francie – 15. prosince 1904, Altamura, Itálie) byla francouzská římská katolička a společně s Maximinem Giraudem vizionářka mariánského zjevení v La Salettě, které se odehrálo v 15 hodin 19. září 1846.

## Osobní život

### Dětství

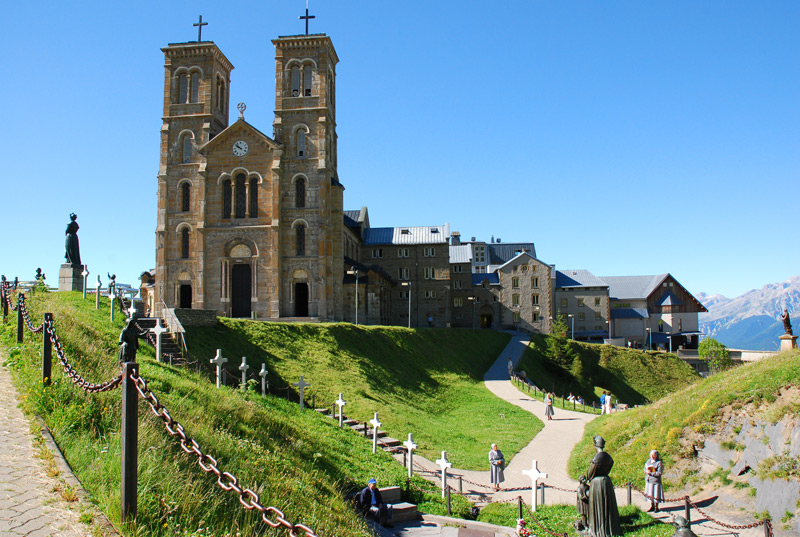
Bazilika v La Salettě, místo mariánského zjevení.

Narodila se v Corpsu 7. listopadu 1831 v početné rodině. Otec Petr Calvat, známý především jako dřevorubec, přijímal i jinou práci, aby mohl uživit rodinu. Matka Julie Barnaudová porodila svému manželovi deset dětí. Mélanie byla čtvrtá v pořadí. Rodina byla tak chudá, že rodiče posílali občas děti žebrat. Proto také Mélanie už odmala pásávala krávy nejen sousedům, ale i v blízkém okolí. Od jara až do konce podzimu roku 1846 pracovala u Jeana-Baptisty Praa v Ablandisu, v osadě blízko La Saletty. Soused Praových se jmenoval Pierre Selme. Najmul si na jeden týden Maximina Girauda místo nemocného pasáka. Na rozdíl od Maximina byla Mélanie velmi uzavřená a málomluvná. I když obě děti bydlely v Corpsu, vzájemně se neznaly. Ani jeden z nich nemluvil francouzsky, ale pouze nářečím. Nechodily do školy, ani na náboženství. Neuměly číst, ani psát. To, co je ještě spojovalo v den zjevení, byla chudoba. Děti byly chudé nejen proto, že neměly peníze, ale především proto, že neprožily radostné dětství.
Mélanie znala svůj domov a rodinu pouze v době zimních měsíců. Stále pobývala někde u cizích lidí, často spala v chlévě spolu s dobytkem, který hlídala. „Odpovídala pouze ano, nebo ne,“ řekl o ní hospodář Jean-Baptiste Pra. Když jí ale byly kladeny otázky týkající se zjevení, odpovídala ochotně a otevřeně.

### Dospělost
Čtyři roky bydlela u Sester Boží Prozřetelnosti, avšak chyběly jí schopnosti k učení. Od listopadu 1847 měla její představená obavu, že Mélanie využívá slávu, kterou jí přineslo zjevení. Proto grenobelský biskup odmítl její žádost o řeholní sliby. Nejprve se měla naučit křesťanské pokoře.
V jejích hlásáních se proplétaly sny a představy s poselstvím z La Saletty. Těmito občas podivnými proroctvími se chtěla vypořádat s lidmi, kteří s nimiž měla problémy. V roce 1854 biskup Ginoulhiac napsal:
„Proroctví, která se připisují Melánii, nejsou pravdivá, nejsou od Boha. Nemají s událostí v La Salettě žádnou souvislost. Jsou pozdější než zjevení. Dětem byla ponechaná plná svoboda, aby mohly potvrdit, nebo popřít pravdivost poselství. Ony ale nikdy nezměnily obsah poselství z La Saletty.“
biskup Ginoulhiac
Totéž prohlásil biskup 19. září 1855 na hoře La Saletta. Mélanie i nadále předkládala své prorocké představy, a to za pomoci Leva Bloye, který začal formovat hnutí „mélanistů“. Vychází ze zjevení v La Salettě, ale zároveň používá těžko přijatelné vize vizionářky. Obsahově jsou její předpovědi náboženským projevem, ale v praxi nemají nic společného s učením církve a s posláním z La Saletty. Opouští se v nich pevnost křesťanské víry, kterou Mélanie deformuje v duchu svých představ.

### U řeholnic
V roce 1854 se dostala díky knězi z Anglie do ostrovní země. V dalším roce vstoupila do kláštera ke karmelitkám v Darlingtonu. Ale opět složila pouze časové řeholní sliby a v roce 1860 odsud odjela. Její další pokus o řeholní život je spojen se Sestrami Lítosti v Marsilii. Po krátkém pobytu v jejich klášteře v Kefalinii (Řecko) přešla opět ke karmelitkám v Marsilii a pak na chvíli k Sestrám Lítosti. Po několika dnech strávených v Corpsu a na hoře v La Salettě se rozhodla přestěhovat do Itálie do Castellamare blízko Neapole, kde žila dalších sedmnáct let. Tady sepsala svá „tajemství“, která v různých verzích existují dodnes, a také řeholní řád pro případný vznik její vlastní kongregace. Několikrát žádala o souhlas s tiskem různých svých brožur, ale ani jednou ho neobdržela. Odvolávání se mélanistů k autoritě biskupa Lepideho, a to až do dnešní doby, je neoprávněné.

### Další život
Později se objevila na jihu Francie v Cannes, poté v Chalon-sur-Saóne, kde stále hledala pomoc pro založení kongregace. Soudní cestou, za pomoci kanovníka Brandta z Amiens, se snažila získat souhlas biskupa Perrauda z Autunu. Svatý stolec však potvrdil odmítavá slova biskupa.
Roku 1892 se vrátila do Itálie, kde bydlela v okolí Lecce a pak v Messině na Sicílii (pozval ji tam kanovník Annibale di Francie). Potom odcestovala na faru v Diou v Allier k faráři Combemu, který měl zájem o různá proroctví. Tady dopsala svou autobiografii, která je však více prací beletristickou, v níž představuje sebe samu téměř zázračným a mystickým způsobem.
Různá její poselství, která si vymyslela a vydala pod záštitou La Saletty, neměla nic společného s tím, co říkala spolu s Maximinem daný večer a během nejbližších let po zjevení. Kdykoli se jí někdo ptal na událost z 19. září roku 1846, Mélanie se měnila v chudou dívku z vesnice, o které nikdo před zjevením neslyšel. Vždy opakovala slovo za slovem celé poselství stejně jako Maximin, jak jej vyslovili v prvních dnech po zjevení.

### Smrt
V závěru života se vrátila do Itálie, do Altamury u Bari. Zde zemřela 14. prosince 1904. Odpočívá v hrobce pod mramorovou deskou, na které je zobrazena Matka Boží z La Saletty, jak přijímá chudou pasačku do nebe. Po celý svůj život zůstala Mélanie chudou a pobožnou, věrnou poselství z La Saletty.